# 박용제
박용제(朴溶濟, 1981년 12월 1일 ~ )는 대한민국의 만화가이다.

## 작품
- 《쎈놈》
- 《쎈놈 외전》
- 《갓 오브 하이스쿨》
- 《모든걸 걸었어》

## 학력
- 순천대학교 만화애니메이션학과 학사